# نسرين عبد الله
نسرين عبد الله هي قائدة ومتحدثة باسم وحدات حماية المرأة (YPJ) الكردية في سوريا. كانت ناشطة في عمليات التواصل بشأن تقدم قوات سوريا الديمقراطية والقوات الكردية لتحرير الرقة من داعش. وُلدت في ديريك في مدينة جزيرة ابن عمر.
لقد شاركت في منظمة الدفاع عن النساء منذ عام 2011، وفي أبريل 2013 أعلنت عن تأسيس وحدات حماية المرأة (YPJ). في عام 2015، كانت جزءًا من وفد وحدات حماية الشعب الكردي (YPG/J) الذي التقى مع الرئيس الفرنسي فرانسوا هولاند في باريس. كما صرحت بأنها تعتقد أن تركيا كانت متورطة في مذبحة المدنيين في كوباني عام 2014 على يد داعش. وقد أدلت بهذا التصريح أثناء مشاركتها في وفد كردي ضم الرئيس المشترك لحزب الاتحاد الديمقراطي صالح مسلم، ورئيس الإدارة المشتركة لمقاطعة كوباني إنفر مسلم، إلى إيطاليا في 23 يوليو 2015.
أثناء وجودها في إيطاليا في يونيو 2015، أخبرت الصحيفة الإيطالية “إيل مانيفيستو” قائلةً: “نحن مقاتلات؛ نحن لا نتقاضى أجرًا للقتال، نحن مناضلات من أجل الثورة. نعيش مع شعبنا، ونتبع فلسفة ولنا مشروع سياسي… وفي نفس الوقت، نحن نخوض نضالًا من أجل الجندر ضد النظام الأبوي. المقاتلات الأخريات هن رفيقاتنا؛ لدينا علاقات سياسية وودية.